# Elytrimitatrix violacea
Elytrimitatrix violacea là một loài bọ cánh cứng trong họ Cerambycidae.